# Pasieka (województwo pomorskie)
Pasieka (kaszub. Paséka) – wieś w Polsce, położona na Pojezierzu Bytowskim, w województwie pomorskim, w powiecie bytowskim, w gminie Miastko,
Miejscowość położona przy drodze krajowej nr 20 Stargard Szczeciński – Szczecinek – Gdynia. Pasieka graniczy bezpośrednio z Miastkiem, stanowi sołectwo gminy Miastko.
Do 1954 część miasta Miastko. W latach 1975–1998 miejscowość położona była w województwie słupskim.